# غينز آدامز
غينز آدامز (بالإنجليزية: Gaines Adams)‏ هو لاعب كرة قدم أمريكية أمريكي، ولد في 8 يونيو 1983 في غرينوود في الولايات المتحدة، وتوفي بنفس المكان في 17 يناير 2010.

## وصلات خارجية
- غينز آدامز على موقع إي إس بي إن.كوم (أن.أف.أل)3
- غينز آدامز على موقع مرجع كرة القدم المحترفة.كوم (الإنجليزية)
- غينز آدامز على موقع IMDb (الإنجليزية)